# Michael Dürsch
Michael Dürsch (* 28. März 1957 in Herrsching am Ammersee) ist ein ehemaliger deutscher Ruderer, der für den RV Ingelheim 1920 startete.

## Karriere
1976 wurde Dürsch Deutscher Jugendmeister im Einer. Zusammen mit seinem Ingelheimer Mannschaftskameraden Albert Hedderich gewann er fünf Deutsche Meistertitel im Doppelzweier. 
International bildeten die beiden mit den Ulmern Raimund Hörmann und Dieter Wiedenmann von 1978 bis 1984 den bundesdeutschen Doppelvierer, wobei Michael Dürsch als Schlagmann fungierte. 1978 gewann das Team Bronze bei der Weltmeisterschaft. 1979 und 1982 wurde das Team Vizeweltmeister, jeweils hinter dem Boot aus der DDR. 1983 gewann die westdeutsche Besatzung den Weltmeistertitel vor der DDR. Dies war die erste Niederlage des Vierers aus der DDR bei Weltmeisterschaften seit der Einführung dieser Bootsklasse 1974. 
Ein weiterer Höhepunkt der Karriere von Michael Dürsch und seinen drei Mitstreitern war der Sieg im Doppelvierer bei den Olympischen Spielen 1984 in Los Angeles, wofür er und sein Team mit dem Silbernen Lorbeerblatt belohnt wurden.